# Osmia cerasi
Osmia cerasi är en biart som beskrevs av Cockerell 1897. Osmia cerasi ingår i släktet murarbin, och familjen buksamlarbin. Inga underarter finns listade i Catalogue of Life.